# Bomber (album Motörhead)
| Recensione             | Giudizio |
| ---------------------- | -------- |
| AllMusic               |          |
| Encyclopaedia Metallum | 87/100   |

Bomber è il terzo album in studio dei Motörhead, pubblicato nel 1979 per la Bronze Records.

## Il disco
Pubblicato nel 1979, lo stesso anno di Overkill, l'album ha raggiunto la posizione n. 12 nelle classifiche britanniche, trainato da canzoni di grande successo come lo stesso omonimo singolo Bomber e da altre classiche come Dead Men Tell No Tales (ironicamente la prima canzone della band contro l'eroina, proprio nel periodo in cui il produttore Jimmy Miller ne era dipendente) e Stone Dead Forever, reinterpretata anche dai Metallica per il loro album Garage Inc.
Tra le altre canzoni, spiccano Step Down nella quale a cantare è anche il chitarrista "Fast" Eddie Clarke, che dimostra buone doti canore, e All The Aces che è anche il titolo di una raccolta dei Motörhead del 2001 (All the Aces).
Nelle nuove versioni dell'album sono presenti alcune bonus-tracks, come "Over The Top" più 4 versioni live di altrettanti successi tratti dall'EP The Golden Years, come per esempio Leaving Here.
Dopo l'album la band ha intrapreso un tour mondiale per il quale è stato appositamente costruito una riproduzione del bombardiere Heinkel He 111, usato dal gruppo come impianto di illuminazione e fumo; infatti, durante i concerti, andava avanti e indietro per il palco, mandando fumo dappertutto.

## Tracce
Tutte le tracce sono scritte da Lemmy Kilmister, Eddie Clarke, Phil Taylor.
1. Dead Men Tell No Tales – 3:07
2. Lawman – 4:03
3. Sweet Revenge – 4:10
4. Sharpshooter – 3:19
5. Poison  – 2:54
6. Stone Dead Forever – 4:54
7. All The Aces – 3:24
8. Step Down – 3:41
9. Talking Head – 3:40
10. Bomber – 3:43

- Nella nuova versione ristampata e rimasterizzata ci sono 5 bonus-track, tra le quali Leaving Here scritta da Holland, Dozier, Holland

11. Over the Top  – 3:21
12. Leaving Here (live) – 3:02
13. Stone Dead Forever (live) – 5:20
14. Dead Men Tell No Tales (live) – 2:54
15. Too Late, Too Late (live) – 3:21

## Formazione
- Lemmy Kilmister - basso, voce
- "Fast" Eddie Clarke - chitarra, voce per la traccia Step Down
- Phil "Philty Animal" Taylor - batteria